# Người giao hàng
Người giao hàng hay còn gọi là người chuyển hàng, người gửi hàng là người làm công việc chuyển phát, cung cấp, đưa gửi hàng hóa, có thể bao gồm đóng gói, dán nhãn và thu xếp vận chuyển.

## Cách dùng khác
- Người đưa thư